# Giornata mondiale del sordo
La Giornata mondiale del sordo si celebra ogni anno l'ultima domenica di settembre.

## Storia
La prima giornata fu organizzata il 28 settembre 1958 dall'Ente Nazionale Sordi in memoria per la fondazione del World Federation of the Deaf del 1951, a Roma.
L'iniziativa si sviluppa in ogni nazione in cui sia presente almeno di un'Associazione dei sordi ufficialmente riconosciuta dai propri governi.
La Giornata mondiale dei sordi mostra al mondo intero l'orgoglio dei sordi e le proprie culture e i modi di uso dei sordi di ogni Nazione appartenente. Sensibilizza l'opinione pubblica e i governi per una totale integrazione dei sordi, per un riconoscimento legislativo della LIS per favorirne l'insegnamento ai bambini sordi e non.
Nel 2009 fu organizzata per l'Italia, a Torino, il 26 settembre alla presenza delle autorità e della comunità sorda piemontese e torinese.
Nel 2012 si organizza la prima Settimana del sordo dal 22 al 30 settembre a Roma per l'Italia.
Nel 2013 si organizzò per la prima volta in tutta Italia, il flash mob, il 28 settembre che in molte piazze aderirono all'evento per sollecitare il Governo ed il Parlamento italiano affinché possa approvare il disegno di legge al riconoscimento ufficiale della lingua dei segni italiana.

## Cultura di massa
Nel film The Tribe (Plemya) è presente ed è l'unico film interamente con i dialoghi con la lingua dei segni ucraina. È il primo film della Storia del Cinema ad essere girato senza una sola parola.

## Eventi nel mondo

### Italia
| Anno | Mese/Giorno     | Luogo                                                   |
| ---- | --------------- | ------------------------------------------------------- |
| 1958 | Settembre 28    | Roma                                                    |
| 2007 | Settembre 29    | Torino                                                  |
| 2008 | Settembre ??    | ??                                                      |
| 2009 | Settembre 26    | Torino                                                  |
| 2010 | Settembre ??    | Torino                                                  |
| 2011 | Settembre ??    | Torino                                                  |
| 2012 | Settembre 22-30 | Roma                                                    |
| 2013 | Settembre 28    | Taranto e Torino                                        |
| 2014 | Settembre 27    | Alba                                                    |
| 2015 | Settembre 26    | Biella e Potenza                                        |
| 2016 | Settembre 24    | Roma                                                    |
| 2017 | Settembre 27-29 | Padova                                                  |
| 2018 | Settembre 27-29 | Roma                                                    |
| 2019 | Settembre 28    | Bologna e Milano                                        |
| 2020 | 2020            | a causa della pandemia di COVID-19 non si è organizzata |
| 2021 | Settembre 19-26 | in alcune parti d'Italia                                |
| 2022 | Settembre ???   | ???                                                     |
| 2023 | Settembre 21-23 | Palermo                                                 |

### San Marino
In San Marino si celebra in concomitanza con l'Italia.

### Stati Uniti d'America
Negli Stati Uniti d'America si celebra l'ultima settimana del mese di settembre.

### Francia ed Africa
Nei paesi francofoni si celebra la seconda domenica chiedendo più rispetto dei diritti dei sordi, in particolare nelle aree africane ed asiatiche.

### Paesi latino-americani
Nei paesi sudamericani, come la Bolivia o il Brasile che li riconosce sia in Costituzione sia in leggi statali che non solo si manifestano per l'uso libero delle lingue dei segni.